# Johann Michael Zeyher
Johann Michael Zeyher (Obernzenn, 26 novembre 1770 – Schwetzingen, 23 aprile 1843) è stato un botanico tedesco.

## Biografia
Studiò alla Karlsschule di Stoccarda, e in seguito lavorò come volontario sotto Hofgärtner (giardiniere di corte) a Karlsruhe. Nel 1792 si trasferì a Basilea, dove in seguito divenne un giardiniere di corte. Successivamente lavorò nei giardini granducali di Schwetzingen, dove dal 1806 al 1843 ricoprì la carica di direttore.

## Opere principali
- Beschreibung der Gartenanlagen zu Schwetzingen (con Georg Christian Roemer), 1809).
- Verzeichniss der Gewaechse in dem Grossherzoglichen Garten zu Schwetzingen (1819).
- Schwezingen und seine Garten-Anlagen (con JG Rieger, 1826).